# Isola di Zug
Zug Island è un'isola fortemente industrializzata della città di River Rouge, nei pressi dei confini meridionali di Detroit, nello Stato del Michigan.

## Attività industriale
L'isola ospita un'acciaieria e un impianto per la produzione di coke.